# I Can Feel You Creep Into My Private Life
I Can Feel You Creep Into My Private Life è il quarto album in studio della musicista statunitense Tune-Yards, pubblicato il 19 gennaio 2018.

## Tracce
Testi e musiche di Merrill Garbus e Nate Brenner.
1. Heart Attack – 3:43
2. Coast to Coast – 3:55
3. ABC 123 – 3:34
4. Now As Then – 3:52
5. Honesty – 3:38
6. Colonizer – 3:54
7. Look at Your Hands – 3:46
8. Home – 4:18
9. Hammer – 3:15
10. Who Are You – 3:17
11. Private Life – 3:20
12. Free – 3:41